# Mohamed Bin Issa Al Jaber
Mohamed Bin Issa Al Jaber (arabisch محمد بن عيسى الجابر, DMG Muḥammad bin ʿĪsā al-Ǧābir, * 1959 in Dschidda) ist ein saudisch-österreichischer Unternehmer, der mit seinem Konzern MBI International und dessen Investitionsvorhaben regelmäßig in der Presse ist.

## Beteiligungen
Mohamed Bin Issa Al Jaber ist Gründer, Vorsitzender und CEO der Firmenholding MBI International & Partners mit Sitz in London. Laut Angaben auf der Website hat die Unternehmensgruppe, die in Europa, dem Nahen Osten und den Vereinigten Staaten tätig ist, einen Vermögenswert im Wert von über 9 Milliarden US-Dollar.
Folgende Unternehmen sind laut Website Teil der MBI International:
- Die JJW Hotels & Resorts verwaltet mehrere Hotels und Resorts in Europa und Ägypten. In Österreich betreibt die JJW die beiden Ringstraßen-Hotels Grand Hotel und Hotel The Ring.[3][4]
- Die AJWA Group for Food Industries ist ein Lebensmittel-Unternehmen im Nahen Osten mit Niederlassungen in Saudi-Arabien und Nordafrika
- Jadawel International ist ein Immobilien-Entwicklungsunternehmen im Nahen Osten
- Continentoil ist ein internationales Erdöl Ressource Management-Unternehmen mit Niederlassungen in den USA und Großbritannien.[5]
- Al Jaber ist zudem Gründer der MBI Al Jaber Foundation. Diese ist eine in Großbritannien eingetragene Wohltätigkeitsorganisation (Charity Reg. Nr. 1093439) mit Sitz in London. Ihr Ziel ist es, durch Bildungs- und Kulturaktivitäten Beziehungen zwischen dem Nahen Osten und der übrigen Welt zu pflegen und zu verbessern.[6]

Der Substanzwert der Unternehmen seiner Firmenholding wird mit über 6 Mrd. Euro beziffert. Im April 2011 gibt Al Jaber die Eigenkapitalquote mit 80 % an und sprach von einem Gewinn von 300 Mio. Euro im Jahr 2010.
2013 ist Al Jaber bei Forbes mit einem Privatvermögen von 7 Mrd. Dollar auf Platz 166 gelistet. Im April 2013 rangierte er als höchstplatzierter Araber auf Platz 15 der Sunday Times Rich List.
Die Zeitschrift Arabian Business reihte ihn in ihrer Ausgabe vom Dezember 2013 auf Platz 2 der 50 reichsten Araber ein mit einem Vermögen von 12,66 Milliarden Dollar. Radio France Internationale porträtierte ihn im Januar 2010 als reichsten Österreicher.

### Beteiligungen in Österreich
2002 kaufte Al Jaber das berühmte Grand Hotel von der japanischen Fluglinie All Nippon Airways. Später kaufte er ein ehemaliges Bankgebäude am Kärntner Ring und errichtete daraus das Hotel The Ring.
Im Oktober 2006 kaufte Al Jaber das ebenfalls am Ring gelegene Palais Corso von der Generali Gruppe Österreich für rund 70 Millionen Euro.
2007 übernahm Al Jaber 10 % der Errichtungskosten der Wiener Tourismus-Universität Modul University Vienna, ein Projekt der Wirtschaftskammer Österreich. Weiters vergibt er für die Studierenden Stipendien, sowohl persönlich als auch durch seine Stiftung.
Ebenfalls 2007 unterzeichnete JJW den Vertrag für den Kauf und die Expansion des Hotel Palais Schwarzenberg mit Magnat Real Estate. Da sich das Projekt verzögerte, legte Magnat im Dezember 2011 Klage ein. Eine Vergleichszahlung durch Al Jaber in Höhe von 2,65 Millionen Euro beendete den Rechtsstreit.
2008 bot Al Jaber der finanziell gebeutelten Austrian Airlines ein Investment durch den Kauf von 20 % der Anteile an. Im Mai 2008 zog er sein Angebot nach der Veröffentlichung negativer Quartalszahlung zurück und bezichtigte den Geschäftsführer Alfred Ötsch ihm das Ausmaß der finanziellen Schwierigkeiten der Austria Airlines zu verschweigen. Der Wirtschaftsprüfer Herbert Heiser, der von Gericht als Sachverständiger zum Rechtsstreit zwischen Austrian und Al Jaber berufen wurde, stimmte Al Jabers Vermutung zu. In seinem Prüfungsbericht bestätigte er, dass Austrian anstatt des offiziell angegebenen Gewinns von 3,3 Millionen Euro einen Verlust von 235 Millionen Euro hätte ausweisen müssen.
Ab Juli 2008 war Al Jaber Mehrheitseigentümer am österreichischen Skiunternehmen Kneissl und hielt 60 % der Unternehmensanteile. Nachdem Kneissl im Februar 2011 Insolvenz anmelden musste, stellte Jaber im Dezember 2012 1,98 Millionen Euro für die Sanierung bereit und bot den Gläubigern eine 20-%-Rate an. Im Dezember 2013 erwarb Al Jaber auch die restlichen 40 % an Kneissl vom bisherigen Gesellschafter Simon Herrmann Huber. Kneissl ist somit zu 100 % im Besitz von Al Jaber.

### Unternehmensgeschichte
1982 gründete Al Jaber die Jadawel International Construction & Development. 1989 wurde die JJW Hotels & Resorts in Portugal gegründet. Nach dem Bau des größten Reislager- und Verarbeitungsbetriebes im Jeddah Islamic Port in Saudi-Arabien erfolgte 1992 die Gründung der AJWA Group for Agro and Food Industries.

### Flugzeuge
Die Boeing 727-22 mit dem Kennzeichen N400RG und die Bombardier BD-700-1A11 Global 5000 mit dem Kennzeichen N171JJ tragen das Logo von MBI International & Partners und sind auf US-amerikanische Treuhandfirmen registriert.

## Chronik

### Österreich
Im Jahr 2002 trat er in Österreich zum ersten Mal durch den Kauf des bekannten Grand Hotels in Wien von der japanischen Fluglinie All Nippon Airways in Erscheinung. Später erwarb er die Liegenschaft für das ebenfalls am Kärntner Ring eingerichtete Hotel The Ring.
Im Oktober 2006 wurde bekannt, dass Al Jaber um knapp 70 Millionen Euro das Palais Corso, ein Teil der Ringstraßen-Galerien, von der Generali Versicherung erwarb.
Im Frühjahr 2008 wollte Al Jaber in die finanziell angeschlagene österreichische Fluggesellschaft Austrian Airlines investieren. Geplant war eine Beteiligung zu rund 20 Prozent. Im Mai 2008, kurz nach Bekanntwerden schlechter Quartalszahlen der Austrian, zog er sein Angebot wieder zurück, da er, wie mehrfach berichtet, sich vom Vorstand der AUA „arglistig getäuscht“ fühlte und nicht über die wahre wirtschaftliche Situation der AUA aufgeklärt wurde. Es folgte ein Rechtsstreit, in dem Al Jaber im Sommer 2012 durch ein richterliches Gutachten gestärkt wurde. Wie die österreichische Tageszeitung Die Presse am 31. Juli 2012 berichtete, kam der Wirtschaftsprüfer Herbert Heiser zum Schluss, dass die Austrian Airlines bei den Verkaufsgeprächen 2007 einen Verlust von 205,5 Millionen Euro statt eines Gewinns von 3,3 Millionen Euro hätten ausweisen müssen. Ende 2008 kaufte dann die Lufthansa die österreichische AUA, der österreichische Staat stand für die Schulden ein. Zuvor soll Al Jaber neuerlich mitgeboten haben.
Im Juli 2008 übernahm Al Jaber 60 Prozent des traditionellen österreichischen Sportartikelherstellers Kneissl Holding GmbH.
Im Februar 2009 kündigte Al Jaber an, die Mehrheit an den Gastronomiebetrieben von Toni Mörwald zu übernehmen und diesen als Küchenchef im geplanten Luxushotel Palais Schwarzenberg zu engagieren. Über eine tatsächlich erfolgte Mörwaldinvestition ist nichts bekannt und auch ein Jahr nach behördlicher Bewilligung wurde mit dem Umbau des Palais Schwarzenberg noch nicht begonnen.
Im Juni 2009 bekundete Al Jaber Interesse an den „Magic Life“ Club-Hotels von TUI. Im Oktober 2010 gab sich Mohamed Bin Issa Al Jaber an der Imperial Hotel AG interessiert.
Anfang 2011 wurde nach neuerlichem Zahlungsverzug Konkurs gegen Kneissl beantragt. Kurz vor Ablauf der Frist reichte Al Jaber beim Landesgericht Innsbruck Sanierungspläne für die Skifirma ein, ließ seine Zahlungsversprechungen zur Sanierung in Folge aber wieder platzen.
Im Mai 2011 berichtete das WirtschaftsBlatt exklusiv, Petrus Advisers wolle Al Jabers Hotels in Österreich durch Umschuldung übernehmen. Al Jaber ließ derartige Gerüchte dementieren, die Erste Wiener Hotel AG stehe nicht zu Verkauf.
Am 4. Oktober 2011 legte Al Jaber überraschend ein Angebot zum Rückkauf der Firma Kneissl. Am Tag zuvor hatten die Gläubiger des insolventen Skiherstellers den Verkauf an die Firma Kramer Elastics beschlossen. Im Jänner 2012 gelang es Al Jaber, das insolvente Unternehmen durch Zahlung einer 20-Prozent-Quote neuerdings und nun schuldenfrei zu übernehmen.
Aufgrund eines Rechtsstreits mit einer Londoner Bank, die das dortige Vermögen von Al Jaber eingefroren und erst am 7. Dezember 2011 nach einer außergerichtlichen Einigung wieder zugänglich gemacht hatte, ist es bei den österreichischen Gesellschaften und Beteiligungen der MBI International ab Frühjahr 2011 zu Engpässen in der Liquidität gekommen. Al Jaber hat in dieser Zeit immer betont, nicht zahlungsunwillig zu sein. Al Jaber hat nach Presseberichten in der Zwischenzeit alle Ausstände beglichen. So habe er alle Sponsorgelder an die Privatuniversität Modul überwiesen, bei der Skifirma Kneissl 1,98 Millionen Euro einbezahlt, alle Kreditforderungen der Eurohypo erfüllt, die Anteile der Immobilienfirma Magnat an der Hotel Schwarzenberg Errichtungsgesellschaft (18,8 Prozent) um 2,65 Millionen Euro zurückgekauft und alle Verbindlichkeiten bei der Unicredit Bank Austria beglichen. Die Bank Austria hat daraufhin ihren Insolvenzantrag zurückgezogen. Offen ist noch eine Forderung der insolventen Immobilienfirma R-Quadrat, die für ihren Viertelanteil am Hotel The Ring fünf Millionen Euro fordert. Laut MBI wurde ein Kaufpreis von drei Millionen Euro angeboten.
Im August 2012 wurde bekannt, dass Al Jaber sich am Österreichischen Textilunternehmen Backhausen beteiligen will. Dafür gäbe es auch Bankgarantien. Nach zwei gescheiterten Presseterminen präsentierte sich Al Jaber Ende September als Retter des in Not geratenen Traditionsbetriebes. Er kündigte an, die Mehrheit an Backhausen zu übernehmen. Zwei Wochen später musste die Firma Backhausen nach ausgebliebener Zahlung Insolvenz anmelden. In einer ersten Reaktion versicherte Andrea King, weiterhin zur Vereinbarung mit der Familie Backhausen zu stehen und die Arbeit an der Restrukturierung des Unternehmens fortzusetzen. Nach Angaben der Wiener Zeitung hatte sich Al Jabers Beteiligungsfirma zur Zahlung von 3,2 Mio. Euro bis 30. Mai 2012 verpflichtet. Auch die neuerlich gesetzte Nachfrist ließ Jaber trotz Zusage verstreichen.

### International
2003 von Al Jaber begonnene Verhandlungen zur Übernahme der Holzmann-Tochter J.A. Jones Construction wurden nicht zu Ende geführt.
Im März 2006 kündigte Al Jaber bei einer Pressekonferenz in Tunis die Gründung eines MBI Tunisia Fund an. In lokalen Medien wurde der Investmentfonds mit einem Gründungskapital von 65 Millionen Dollar als Rettung für finanziell angeschlagener Hotels gefeiert.
2007 erwarb er um 70 Millionen Pfund die englische Hotelgruppe The Eton Collection, welche jedoch schon 2010 – mit Ausnahme der Hotels 42 The Calls in Leeds und dem Scotsman in Edinburgh – Konkurs anmelden musste. Die US-amerikanische Westmont Hospitality Group übernahm in Folge die Hotels the Academy, the Colonnade und Threadneedles in London sowie das Quebecs in Leeds und das Glasshouse in Edinburgh für 55 Millionen Pfund. Marriott International kaufte das Berner's Hotel in London.
Im Mai 2008 berichteten internationale Medien unter Berufung auf das Verteidigungsministerium der Vereinigten Staaten, Al Jaber würde möglicherweise eine Milliarde Dollar in den Bau eines Tourismus Resorts in Bagdad investieren.
Im Sommer 2008 kündigte Al Jaber an, mehr als eine Milliarde Euro in das Immobilienprojekt „Tours de Levallois“ zu investieren. Die Arbeiten wurden nach angeblichem Zahlungsverzug eingestellt. Der Semarelp Gruppe wurden im folgenden Rechtsstreit 20 Millionen Euro Schadensersatz zugesprochen.
Im Oktober 2008 machte Al Jaber in Frankreich mit einem weiteren geplanten Milliarden-Deal Schlagzeilen: Er wollte mehrere Hotels der Starwood Gruppe für rund zwei Milliarden Dollar zu kaufen. Auch hier endete die gescheiterte Übernahme in einem Rechtsstreit.
2011 war in französischen Medien von Verkaufsgesprächen mit B&B Hotels, einer Hotel-Kette der Carlyle Group zu lesen.
Im Oktober 2011 wurde über Al Jabers Firma MBI International & Partners Inc. mit Sitz auf Tortola der Konkurs eröffnet. Die Bank Austria hatte dort versucht, Forderungen in der Höhe von 6,17 Millionen US-Dollar einzutreiben. Al Jabers Hauptunternehmen MBI International mit Sitz in London sei ihm zufolge von der Pleite nicht betroffen. Im selben Monat beantragte die Bank Lloyds TSB Insolvenz über die Scotsman Hotel Group.
Im November 2011 verlor Al Jaber eine Klage der Standard Bank über 150 Millionen US-Dollar. Al Jaber hatte zuvor angegeben, dass ihm durch eingefrorene Vermögenswerte ein Schaden von über einer Milliarde Pfund entstanden sei.
2013 hat die JJW Hotels & Resorts das Management des Penina Hotel and Golf Resort übernommen und einen umfangreichen Umbau des Dona Filipa Hotel in Vale do Lobo angekündigt, beide an der Algarve gelegen.

## Privatleben
Über das Privatleben von Al Jaber ist nur wenig bekannt. Er lebt in Paris, London, Wien und Dschidda. Er ist sowohl österreichischer als auch Staatsbürger Saudi-Arabiens. Al Jaber ist verheiratet und hat zwei Töchter und einen jüngeren Sohn.
In einem Interview mit der Tageszeitung Österreich spricht Al Jaber von einem bescheidenen Lebensstil: „Ich fahre ein fünf Jahre altes Auto, das ich um 40.000 Euro gekauft habe. Meine Uhr ist 10 Jahre alt – ich habe sie um 150 Euro am Flughafen gekauft.“ Weniger bescheiden präsentiert hatte sich Al Jaber in einer Dokumentation des Discovery Channel, für welche er ein Kamerateam unter anderem durch eine Villa in Dschidda, deren Wert mit 35 Mio. US-Dollar angegeben wurde, führt.
Auf seiner Website bezeichnet sich Al Jaber als „self-made businessman“ und Philanthrop. In Berichten und Presse-Aussendungen aus seinen Unternehmen wird Al Jaber vereinfacht oft mit dem Ehrentitel Scheich benannt. Die Palette weiterer Bezeichnungen in der Presse reicht von „Öl-Millionär“ bis „Baulöwe aus Dubai“.
Im September 2012 fungierte Al Jaber als Vermittler im „arabischen Frühling“ und war an den Verhandlungen zur Auslieferung des libyschen Ex-Geheimdienstchefs Abdullah as-Sanusi an Libyen beteiligt.

## Philanthropie
Al Jaber ist Gründer der MBI Al Jaber Foundation in London und sorgte hier besonders mit der Vergabe von Stipendien für Schlagzeilen. Insgesamt habe die Stiftung nach seinen Angaben bis 2011 mehr als 100 Mio. Euro für Wohltätigkeitszwecke ausgegeben. Die Foundation von Al Jaber wurde für ihr philanthropisches Werk mit internationalen Auszeichnungen geehrt. 2004 wurde Al Jaber zum Ehrendoktor der Universität von Westminster ernannt. Für die Förderung des interkulturellen Dialogs in der Euro-Mittelmeer-Region hat die Foundation ein Budget von einer Million Euro zur Verfügung gestellt. Auch in Österreich ist die Stiftung tätig und hat hier laut eigenen Angaben seit 2007 diverse Kultur-, Wissenschafts- und Sporteinrichtungen mit geschätzten 6 Millionen Euro unterstützt.
Am 18. März 2005 wurde er in Paris zum Sonderbotschafter der UNESCO ernannt, um mit seinen Aktivitäten die Werte der Demokratie, Toleranz und Menschenrechte zu verbreiten und den interkulturellen Dialog zu fördern. Im November darauf wurde ihm vom damaligen französischen Tourismus-Minister Léon Bertrand die goldene Ehrenmedaille verliehen, da er durch die Bildungsförderung von Arabern einen großen Beitrag für Frieden und Toleranz leisten würde.
Gemeinsam mit der UNESCO-Kommission hielt die MBI Al Jaber Foundation am 31. Mai und 1. Juni 2012 in Wien eine internationale Konferenz zum europäisch-arabischen Dialog ab. Teilnehmer waren Vertreter aus 48 europäischen und 19 arabischen Staaten. Sie diskutierten neue Möglichkeiten und innovative Maßnahmen zur weiteren Entwicklung der Zusammenarbeit in den Bereichen Bildung, Kultur, Wissenschaft und Kommunikation. Vor allem mit der Förderung von Toleranz und gegenseitigem Respekt soll der europäisch-arabische Dialog gestärkt werden. Im Februar 2013 kündigte die Foundation ein Joint-Programm mit der UNESCO an um Bildung in Jemen zu unterstützen. Al Jabers Buch Yes, the Arabs can too, in Arabisch bereits 2009 veröffentlicht, erschien im September 2013 auch in Englisch. Das Buch bietet einen Blick aus arabischer Sicht auf die Änderungen der Region in wirtschaftlicher und sozialer Sicht. Die MBI Al Jaber Foundation eröffnete 2013 ein Medientrainingsinstitut in Sana'a, Jemen, in dem kostenlose Kurse für alle Arten von Journalismus angeboten werden. Seit 2014 beherbergt das MBI Al Jaber Gebäude an der SOAS, Universität London, das London Middle East Institute.

## Ehrungen
Im Jahr 2007 wurde Al Jaber die österreichische Staatsbürgerschaft verliehen. Im gleichen Jahr investierte er rund zehn Prozent der Bausumme der Wiener Tourismus-Privatuniversität Modul University Vienna, deren restliche Anteile die Wirtschaftskammer hält und die im Herbst 2007 ihren Betrieb aufnahm. Das Nachrichtenmagazin Profil berichtete 2008, dass ihm die Staatsbürgerschaft per Ministerratsbeschluss nach einer Reihe von Investitionszusagen verliehen wurde.
Im Februar 2009 bekam Al Jaber von Michael Häupl das Goldene Ehrenzeichen für Verdienste um das Land Wien verliehen.
Im September 2009 gründete Al Jaber den Michael Häupl Förderungsfonds, der die Ausbildung im Tourismusfach durch Stipendien fördert.
2008 ernannte das Wiener Trialog Institut Al Jaber als „Person des Jahres 2008“ für sein interreligiöses Engagement. Laudator Karl Blecha, ehemaliger österreichischer Innenminister und Präsident der Gesellschaft für Österreichisch-Arabische Beziehungen, betonte Al Jabers Tätigkeit als „interreligiöser Brückenbauer“.
Des Weiteren erhielt Al Jaber folgende Ehrungen:
- Project Aladdin Preis für den Dialog der Kulturen (2017)[92]
- Ehrensenator der MODUL University Vienna (2013)[93]
- Ehrenmitgliedschaft des UCL, London (2012)[94]
- Ausgezeichnet mit der Goldmedaille der ISESCO (Islamic Educational, Scientific and Cultural Organization) (2012)[95]
- Ehrenmitgliedschaft des Corpus Christi College, Oxford (2009)[96]
- Goldenes Ehrenzeichen für Verdienste um das Land Wien für Verdienste im zivilgesellschaftlichen Bereich (2009)[97]
- Ernennung zum UN-Sprecher für globale Foren zur Neuerfindung der Regierung (2007)[98]
- Verleihung der Goldmedaille der Arabischen Liga für Bildung, Kultur und Wissenschaft (2007)[99]
- Ernennung zum UNESCO-Sonderbeauftragten für Bildung, Toleranz und Kulturen (2005)[100]
- Ehrendoktorat der City University, London (2004)[101]
- Ehrendoktorat der University of Westminster (2004)[102]
- Ehrenmitgliedschaft der London University at the School of Oriental and African Studies (2002)[103]

## Kritische Berichterstattung
Mohamed Bin Issa Al Jaber sorgte mit seinen Unternehmen nach pressewirksamen Ankündigungen ab 2010 zunehmend im Zusammenhang mit rechtlichen Auseinandersetzungen und finanziellen Schwierigkeiten für Schlagzeilen. Nach dem spektakulären Scheitern des Tours de Levallois Engagements und einem eingeleiteten Warnverfahren der JJW Gruppe in Frankreich am Handelsgericht Paris sollten die zur gehörenden Hotels der Marken Median und Stars veräußert werden, um finanzielle Probleme in Griff zu bekommen.
Im Zuge der Kneissl-Pleite und anderer publik gewordener Verzögerungen stellten zunehmend auch Österreichische Medien die Liquidität des Unternehmers in Frage. Das Wochenmagazin Format hatte bereits im Oktober 2010 über schwierige Geschäfte, die finanzielle Lage der Erste Wiener Hotel AG und den Rechtsstreit mit Starwood berichtet. Scheinreich titelte im April 2011 das Nachrichtenmagazin Profil.
Zudem wurden Exekutions-Vorhaben seitens der Bank Austria bekannt. Die Wirtschaftskammer hatte Al Jaber als 90 %-Eigentümerin der Modul University Vienna nach ausbleibenden Zahlungen ein Ultimatum gesetzt und im Juli 2011 Klage eingebracht. Al Jaber selbst hatte Gerüchte über finanzielle Schwierigkeiten mehrfach dementiert.
Nachdem sich kritische Berichterstattung gehäuft hatte, witterte Al Jaber eine Negativkampagne gegen ihn. Al Jaber beauftragte einen Rechtsanwalt, die als grob einseitig und kreditschädigend empfundene Berichterstattung verstärkt zu prüfen und im Bedarfsfall auch rechtliche Schritte einzuleiten. Gleichzeitig kündigte er weitere Investitionen in Österreich an.
Ein Höhepunkt der Kritik fand sich schließlich in Stellungnahmen des bis dahin loyal aufgetretenen Kneissl-Geschäftsführers Andreas Gebauer, der Al Jaber nach dem endgültigen Scheitern der Kneissl-Sanierung offenkundig vorwarf, anscheinend zu glauben, in Österreich Monopoly spielen zu können. und sich seines Erachtens seine eigene Wahrheit aufgebaut zu haben Gebauer gab die dubiosen Bestätigungsschreiben von der damaligen RBS Coutts Bank über ungetätigte Bank-Überweisungen Al Jabers an die Presse, woraufhin der verantwortliche Bankmanager seinen Job verlor.

### AJWA Group for Food Industries
Wie Reuters am 1. Jänner 2011 bekannt gab soll Al Jaber von einem Gericht in Ägypten in Abwesenheit zu zwei Jahren Haft sowie einer Geldstrafe von umgerechnet € 264.000 verurteilt worden sein. Al Jaber wurde in seiner Rolle als Aufsichtsratsmitglied von AJWA Group for Food Industries Dokumentenfälschung und Aktienkurs-Manipulation vorgeworfen. In einem Interview wies er jegliches Fehlverhalten entschieden zurück und kündigte Berufung an. Im Mai 2011 wurde die Gefängnisstrafe aufgehoben, doch nicht die Geldstrafen. Als sie im Februar 2012 noch nicht bezahlt waren, ordnete der Generalstaatsanwalt das befristete Einfrieren des Vermögens der Al Jaber Familie an.
Im Februar 2013 wurde Al Jaber vom Obersten Berufungsgericht von allen Anschuldigungen freigesprochen, nachdem die Untersuchung ergab, dass Mitarbeiter des Unternehmens die Dokumente gefälscht hatten.

### Human Rights Watch
Von 2010 bis 2012 wurde Jadawel International in den Berichten der Human Rights Watch über die restriktiven Aufenthaltsrechts-Regelungen für ausländische Arbeitskräfte in Saudi-Arabien aufgeführt. Im World Report 2013 der Menschenrechtsorganisation wird das Unternehmen nicht mehr erwähnt.

### Austrian Airlines
Die Austrian Airlines kündigten nach der gescheiterten Investition 2008 eine Schadenersatz-Klage gegen Al Jaber an, woraufhin Al Jaber selbst mit einer Klage reagierte. Den von der AUA eingebrachten Streitwert über 5 Millionen Euro setzte Al Jaber eine Bemessung von 150 Mio. Euro entgegen. Nach Honorarstreitigkeiten legte Al Jaber's Anwaltskanzlei noch während des Verfahrens ihr Mandat nieder.

### Kneissl
Kneissl musste am 8. Februar 2011 nach einer mehrfach ausgebliebenen Kapitalspritze von Mohamed Bin Issa Al Jaber Insolvenz anmelden. In einer ersten Stellungnahme sprach Geschäftsführer Andreas Gebauer von einem rechtlichen Anspruch gegenüber Al Jaber. Al Jaber selbst gab in einer Aussendung an, seine Berater hätten bereits in der Woche zuvor von einer Überweisung abgeraten und stellte wiederum 1,2 Mio. Euro für den 31. März 2011 in Aussicht.
Am 22. April 2011 reichte Al Jaber vor Ablauf der letzten Frist am Landesgericht Innsbruck Sanierungspläne für den Ski-Produzenten ein. Die Gläubiger stimmten einer entsprechenden Sanierung zu. Al Jaber kündigte darauf einen Neustart für Kneissl an. Er sollte 2,125 Mio. Euro auf ein Treuhandkonto des Masserverwalters bis 15. Juni 2011 einzahlen.
Obwohl Al Jaber über seinen Sprecher noch ausrichten ließ, gezahlt zu haben, traf auch diese Zahlung nicht ein. Das Tiroler Traditionsunternehmen wird nun liquidiert. Eine Erklärung dazu blieb aus.
Während die als Hauptgläubigerin betroffene Bank Austria, mit der sich Al Jaber einigen wollte, angab, er habe nie ernsthafte Verhandlungen über Kneissl geführt, soll Al Jaber der Zeitschrift Echo sogar noch eine Woche nach Ablauf der Frist ausrichten haben lassen, das zugesagte Geld wäre unterwegs. Widersprüchliche Angaben liegen auch über die bisher investierte Summe vor: Al Jaber gibt an, seit seiner Kneissl-Beteiligung circa 5 Mio. Euro in das Unternehmen investiert zu haben. Die Tiroler Tageszeitung stellte die Behauptung auf, Al Jaber habe für den Kauf der Kneissl-Anteile im Jahr 2008 bis heute keinen Cent bezahlt. Andreas Gebauer bezifferte die geflossenen Gelder für Kneissl mit insgesamt 4,5 Mio. Euro.
Auch Anfang Oktober 2012 war die vollständige Übernahme der Firma immer noch nicht vollzogen.

### Hotel im Palais Schwarzenberg
100 Mio. Euro wollte Al Jaber in sein geplantes Hotel im Palais Schwarzenberg investieren. Der Baubeginn geriet jedoch immer wieder in Verzug, obwohl seit 2009 eine Baubewilligung vorlag.
Im Februar 2011 berichtete die Zeitschrift News, dass das Projekt ohne Zahlung von 20 Mio. Euro bis Ende März zu scheitern drohe. Nach Ausbleiben der Zahlung wurde der Vertrag mit Al Jabers Firmengruppe im April 2011 einseitig gekündigt. Al Jaber selbst dementierte Gerüchte über finanzielle Probleme und zeigte sich weiter überzeugt, das geplante Hotel 2013 zu eröffnen. Laut Wirtschaftsblatt soll noch Ende April 2011 eine Überweisung getätigt worden sein, welche die Baurechte sichert. Im Juni 2011 kündigte die Magnat Asset Management GmbH, die bisher 25,1 % an der JJW Hotel im Palais Schwarzenberg Betriebsgesellschaft mbH hielt, ihren Ausstieg an.

### Hotel The Ring
Nach Insolvenz der mit 25,1 % an der Betreibergesellschaft des Hotels The Ring beteiligten Gesellschafterin R-Quadrat Capital Alpha GmbH musste Al Jaber deren Anteile übernehmen. Obwohl Al Jaber noch im März 2011 per Presseaussendung angekündigt hatte, die Anteile zum konkreten Kaufpreis von 5,6 Mio. Euro zurückzukaufen, begründete sein Sprecher die ausgebliebene Zahlung später damit, dass ein gestelltes Angebot nicht angenommen worden sei. Die Rechtsanwaltskanzlei PHH Prochaska Heine Havranek kündigte in Vertretung der R-Quadrat Gruppe eine Sachverhaltsdarstellung an die Staatsanwaltschaft Wien an.

## Veröffentlichungen
- Ja, die Araber können es auch! Verlag Traugott Bautz, Nordhausen 2014, ISBN 978-3-88309-902-6.